# حسین پورسالاری
حسین پورسالاری فقیه و سیاست‌مدار اصلاح طلب ایرانی متولد ۱۳۲۲ در کهنوج نماینده دوره‌های اول و دوم مجلس شورای اسلامی از حوزه انتخابیه کهنوج بود. از او به عنوان یار محمد مفتح اندیشمند شیعی که پس انقلاب ۵۷ ترور شد یاد میشود.
حسین پورسالاری پیش تر نیز در مهر ماه سال ۱۳۹۴ کاندیدای مجلس خبرگان رهبری از حوزه انتخابیه کرمان شد اما با وجود رتبه علمی بالا صلاحیت او توسط شواری نگهبان تایید نگردید.
- دوره اول: تعداد آراء : ۳۶٬۷۱۳درصد آراء : ۶۴٫۰۰
- دوره دوم: تعداد آراء : ۳۶٬۷۱۳درصد آراء : ۶۴٫۰۰[۱]